# 中国共産党中央政治局
中国共産党中央政治局（ちゅうごくきょうさんとうちゅうおうせいじきょく）は、中国共産党を指導し、政策を討議・決定する機関。

## 概要
中国共産党の最高指導機関は通常5年に一度開かれる全国代表大会（党大会）によって選出され、党大会閉会中にその職権を代行する党中央委員会であるが、中央委員会も毎年1回程度しか開かれないため、平常時における党の指導および政策決定は、中央委員会全体会議によって選出される党中央政治局が行う。政治局は中央委員会全体会議の閉会中に中央委員会の職権を行使し、党大会や中央委員会全体会議で採択された路線や方針、政策を執行する。中央政治局には上位機関として中央政治局常務委員会が置かれ、政治局常務委員会の意見に基づいて政治局会議が党の「全体局面に関わる活動方針、政策」を決定する。なお、政治局会議は毎月1回の開催に対し、政治局常務委員会は毎週1回開催されており、政治局常務委員会が日常的に政策を計画、実施している。
中央政治局および中央政治局常務委員会は、次期党大会の開催中も党の日常活動を継続して行い、次期中央委員会で新しい政治局および常務委員会が選出されるまで業務を行う。
中央政治局は1927年5月の第5期党中央委員会第1回全体会議（第5期1中全会）で設立された。1949年の中華人民共和国建国以降、中央政治局とその事務処理機構である中央書記処の構成員は、全国人民代表大会・国務院・中央軍事委員会などの国家機構、全国政治協商会議、党中央の各部門及び各地の重要な任務を担っている。このため、政治局委員・中央書記処書記・中央軍事委員会委員は「中国の指導部」とされる。

### 定年制
政治局常務委員には暗黙の了解として定年制が設けられており、1997年から党大会時に70歳、2002年からは68歳となっていた場合はメンバーとして留任できないこととなっている（七上八下）。ただしこれは制定時に特定の人物を排除するために作られた恣意的なものである。なお、2017年の第19回党大会までは定年制が厳格に適用されており、定年制を破っての留任が取り沙汰されていた当時の中央規律検査委員会書記だった王岐山（後の国家副主席）が退任したが、2022年の第20回党大会では69歳の習近平のほか、新たに政治局員となった国務委員・外交部長の王毅、党中央軍事委員会副主席の張又侠が留任した一方、68歳に満たなかった、いずれも67歳の李克強（国務院総理・団派）と汪洋（中国人民政治協商会議全国委員会主席・団派）が退任したことで定年制は事実上形骸化することとなった。

## 職権
日本の中国政治研究者である坪田敏孝によると、中央政治局の職権は以下の通り。
- 党大会と中央委員会が確定した路線・方針・政策に基づいて、党中央の名義で発出する全体局面に関わる活動の方針、政策性の文書について討論、決定する。
- 中央政治局常務委員会の活動報告を聴取し、審査する。
- 党中央規律検査委員会、党中央軍事委員会、全国人民代表大会常務委員会党組、国務院党組が提出した重大事項について審議する。
- 党中央各部部長、各省・自治区・直轄市党委員会書記と国家機関各部長・委員会主任、各省省長・自治区主席・直轄市市長の任免の指名を審査・批准する。
- 中央委員会全体会議を毎年1回から2回開催する。
- 中央委員会に対して責任を負い、報告を行う。その監督を受ける。

## 会議制度
坪田敏孝の研究によると、中央政治局の会議制度は以下の通り。
- 政策決定は一般に会議形式で行う。政治局会議は一般に毎月1回開催する。政治局も民主集中制と集団領導[7]（指導）の原則を実行する。
- 問題について決定を行う際、少数は多数に従う原則に基づいて表決を行う。表決は無記名投票、挙手方法、その他の方式を採用できる。重要幹部の任免あるいは人選を指名する際は逐一表決しなければならない。表決結果は主宰者がその場で公表する。

## 第20期中国共産党中央政治局委員
| 氏名   | 生年 | 職務                                                                                      | 担当分野                                                                        | 17期           | 18期           | 19期           | 20期           |
| ------ | ---- | ----------------------------------------------------------------------------------------- | ------------------------------------------------------------------------------- | -------------- | -------------- | -------------- | -------------- |
| 習近平 | 1953 | 党中央委員会総書記 国家主席 党中央軍事委員会主席 国家中央軍事委員会主席                   | 中国共産党・中華人民共和国内閣・中国人民解放軍のトップ 中国の最高指導者         | 政治局常務委員 | 政治局常務委員 | 政治局常務委員 | 政治局常務委員 |
| 李強   | 1959 | 国務院総理                                                                                | 国務院（内閣）のトップ                                                          |                |                | 政治局員       | 政治局常務委員 |
| 趙楽際 | 1957 | 全国人民代表大会常務委員会委員長                                                          | 全人代（立法府、国会にあたる）のトップ                                          |                | 政治局員       | 政治局常務委員 | 政治局常務委員 |
| 王滬寧 | 1955 | 全国人民政治協商会議主席                                                                  | 統一戦線機構のトップ                                                            |                | 政治局員       | 政治局常務委員 | 政治局常務委員 |
| 蔡奇   | 1955 | 党中央書記処書記 党中央弁公庁主任 中央及び国家機関工作委員会書記 国家安全委員会弁公室主任 | 総書記を補佐し、党内事務でといえばナンバー２ 日本の政党の「幹事長」に近いポスト |                |                | 政治局員       | 政治局常務委員 |
| 丁薛祥 | 1962 | 国務院副総理                                                                              | 総理を補佐し、国務院（内閣）のトップ２ そのため、副総理では１位                 |                |                | 政治局員       | 政治局常務委員 |
| 李希   | 1956 | 党中央規律検査委員会書記                                                                  | 党規約違反取締活動担当                                                          |                |                | 政治局員       | 政治局常務委員 |
| 馬興瑞 | 1959 | 党新疆ウイグル自治区委員会書記                                                            | 新疆ウイグル自治区の地方トップ                                                  |                |                |                | 政治局員       |
| 王毅   | 1953 | 党中央外事工作委員会弁公室主任 外相                                                       | 外交事務担当                                                                    |                |                |                | 政治局員       |
| 尹力   | 1962 | 党北京市委員会書記                                                                        | 北京市の地方トップ                                                              |                |                |                | 政治局員       |
| 石泰峰 | 1956 | 党中央書記処書記 党中央組織部長 全国人民政治協商会議副主席                                | 人事に関する事務                                                                |                |                |                | 政治局員       |
| 劉国中 | 1962 | 国務院副総理                                                                              | 農業・厚生などに関する事務 副総理では４位                                       |                |                |                | 政治局員       |
| 李幹傑 | 1964 | 党中央書記処書記 党中央統一戦線工作部長                                                   | 統一戦線工作に関する事務                                                        |                |                |                | 政治局員       |
| 李書磊 | 1964 | 党中央書記処書記 党中央宣伝部長                                                           | イデオロギー工作に関する事務                                                    |                |                |                | 政治局員       |
| 李鴻忠 | 1956 | 全国人民代表大会常務委員会副委員長                                                        | 全人代委員長を補佐し、同委員会のトップ２                                        |                |                | 政治局員       | 政治局員       |
| 何衛東 | 1957 | 党中央軍事委員会副主席 国家中央軍事委員会副主席 （人民解放軍陸軍上将階級）                | 軍内の政治思想担当 制服組のトップ２                                             |                |                |                | 政治局員       |
| 何立峰 | 1955 | 国務院副総理                                                                              | 財政・金融などに関する事務 副総理では２位                                       |                |                |                | 政治局員       |
| 張又侠 | 1950 | 党中央軍事委員会副主席 国家中央軍事委員会副主席 （人民解放軍陸軍上将階級）                | 国防・軍事担当 制服組のトップ                                                   |                |                | 政治局員       | 政治局員       |
| 張国清 | 1964 | 国務院副総理                                                                              | 産業・防災などに関する事務 副総理では３位                                       |                |                |                | 政治局員       |
| 陳文清 | 1960 | 党中央書記処書記 党中央政法委員会書記                                                     | 警察・司法などに関する事務                                                      |                |                |                | 政治局員       |
| 陳吉寧 | 1964 | 党上海市委員会書記                                                                        | 上海市の地方トップ                                                              |                |                |                | 政治局員       |
| 陳敏爾 | 1960 | 党天津市委員会書記                                                                        | 天津市の地方トップ                                                              |                |                | 政治局員       | 政治局員       |
| 袁家軍 | 1962 | 党重慶市委員会書記                                                                        | 重慶市の地方トップ                                                              |                |                |                | 政治局員       |
| 黄坤明 | 1956 | 党広東省委員会書記                                                                        | 広東省の地方トップ                                                              |                |                | 政治局員       | 政治局員       |

## 第19期中国共産党中央政治局委員
| 氏名   | 生年       | 学歴                                                                                                | 職務                                                                                           | 16期         | 17期           | 18期           | 19期           |
| ------ | ---------- | --------------------------------------------------------------------------------------------------- | ---------------------------------------------------------------------------------------------- | ------------ | -------------- | -------------- | -------------- |
| 習近平 | 1953年6月  | 清華大学 化学工程系 清華大学 在職研究生法学博士                                                     | 党中央委員会総書記 国家主席 党中央軍事委員会主席 国家中央軍事委員会主席                        | 中央委員     | 政治局常務委員 | 政治局常務委員 | 政治局常務委員 |
| 李克強 | 1955年7月  | 北京大学 法律系 北京大学 在職研究生経済学博士                                                       | 国務院総理                                                                                     | 中央委員     | 政治局常務委員 | 政治局常務委員 | 政治局常務委員 |
| 栗戦書 | 1950年8月  | 河北師範大学夜間部 中国社会科学院研究生院 ハルビン工業大学 経営学修士                               | 全国人民代表大会常務委員長                                                                     | 中央候補委員 | 中央候補委員   | 政治局委員     | 政治局常務委員 |
| 汪洋   | 1955年3月  | 中国科学技術大学 在職研究生工学修士                                                                 | 全国政治協商会議主席                                                                           | 中央候補委員 | 政治局委員     | 政治局委員     | 政治局常務委員 |
| 王滬寧 | 1955年10月 | 上海師範大学語学系ドイツ語 復旦大学 法学修士 アイオワ大学・カリフォルニア大学バークレー校客員研究員 | 党中央書記処書記 党中央精神文明建設指導委員会主任                                              | 中央委員     | 中央委員       | 政治局委員     | 政治局常務委員 |
| 趙楽際 | 1957年3月  | 北京大学哲学系 党中央党校在職研究生                                                                 | 党中央規律検査委員会書記                                                                       | 中央委員     | 中央委員       | 政治局委員     | 政治局常務委員 |
| 韓正   | 1954年4月  | 復旦大学 華東師範大学 経済学修士                                                                    | 国務院副総理                                                                                   | 中央委員     | 中央委員       | 政治局委員     | 政治局常務委員 |
| 丁薛祥 | 1962年9月  | 東北重型機械学院(現燕山大学) 復旦大学管理学院在職研究生理学修士                                     | 党中央書記処書記 党中央弁公庁主任 党総書記弁公室主任 国家主席弁公室主任 党中央国家機関工委書記 |              |                |                | 政治局委員     |
| 王晨   | 1950年12月 | 中国社会科学院研究生院新聞系                                                                        | 全国人民代表大会常務副委員長                                                                   |              |                |                | 政治局委員     |
| 劉鶴   | 1952年1月  | 中国人民大学 経済学修士 ハーバード大学ケネディスクール 公共経営修士                                 | 国務院副総理 党中央財経委員会弁公室主任                                                        |              |                |                | 政治局委員     |
| 許其亮 | 1950年3月  | 中国人民解放軍空軍指揮学院 中国人民解放軍国防大学                                                   | 党中央軍事委員会副主席 国家中央軍事委員会副主席                                                | 中央委員     | 中央委員       | 政治局委員     | 政治局委員     |
| 孫春蘭 | 1950年5月  | 鞍山市工業技術学校                                                                                  | 国務院副総理                                                                                   | 中央候補委員 | 中央委員       | 政治局委員     | 政治局委員     |
| 李希   | 1956年10月 | 西北師範学院(現西北師範大学)中文系 清華大学経済管理学院 経営学修士(EMBA)                            | 広東省党委書記                                                                                 |              |                |                | 政治局委員     |
| 李強   | 1959年7月  | 中国社会学函授大学 香港理工大学 経営学修士(EMBA)                                                    | 上海市党委書記                                                                                 |              |                | 中央委員       | 政治局委員     |
| 李鴻忠 | 1956年8月  | 吉林大学歴史系                                                                                      | 天津市党委書記                                                                                 |              |                |                | 政治局委員     |
| 楊潔篪 | 1950年5月  | バース大学 ロンドン・スクール・オブ・エコノミクス 南京大学 歴史学博士                               | 党中央外事工作委員会 秘書長兼 同委員会弁公室主任                                               |              |                |                | 政治局委員     |
| 楊暁渡 | 1953年11月 | 上海中医学院(現上海中医薬大学)                                                                      | 党中央書記処書記 党中央規律検査委員会副書記 国家監察委員会主任                                 |              |                |                | 政治局委員     |
| 張又侠 | 1950年7月  | 中国人民解放軍軍事学院基本学部                                                                      | 党中央軍事委員会副主席 国家中央軍事委員会副主席                                                |              |                |                | 政治局委員     |
| 陳希   | 1953年9月  | 清華大学 工学修士                                                                                   | 党中央書記処書記 党中央組織部部長 党中央党校校長(兼任国家行政学院院長)                         |              |                |                | 政治局委員     |
| 陳全国 | 1955年11月 | 鄭州大学 武漢汽車工業大学(現武漢理工大学) 経済学修士 武漢理工大学 経営学博士                        | 新疆ウイグル自治区党委書記 新疆生産建設兵団第一政治委員                                        |              |                |                | 政治局委員     |
| 陳敏爾 | 1960年9月  | 紹興師範専科学校(現紹興文理学院) 党中央党校研究生院 在職研究生                                      | 重慶市党書記                                                                                   |              |                |                | 政治局委員     |
| 胡春華 | 1963年4月  | 北京大学中文系 党中央党校研究生院 在職研究生                                                        | 国務院副総理                                                                                   |              |                | 中央委員       | 政治局委員     |
| 郭声琨 | 1954年10月 | 江西冶金学院(現江西理工大学) 中南工業大学(現中南大学) 修士 北京科技大学 経営学博士                  | 党中央書記処書記 党中央政法委員会書記 武装警察部隊第一政治委員                                 | 中央候補委員 | 中央候補委員   | 中央委員       | 政治局委員     |
| 黄坤明 | 1956年11月 | 福建師範大学 政教系 清華大学公共管理学院 公共経営学博士                                             | 党中央書記処書記 党中央宣伝部部長                                                              |              |                |                | 政治局委員     |
| 蔡奇   | 1955年12月 | 福建師範大学 政教系 福建師範大学経済法律学院 修士 経済学博士                                        | 北京市党委書記                                                                                 |              |                |                | 政治局委員     |

## 第18期中国共産党中央政治局委員
政治局常務委員以外の委員の序列は中国語簡体字順である。
| 氏名   | 生年       | 学歴                                      | 職務                                                                                      | 15期         | 16期         | 17期           | 18期           |
| ------ | ---------- | ----------------------------------------- | ----------------------------------------------------------------------------------------- | ------------ | ------------ | -------------- | -------------- |
| 習近平 | 1953年6月  | 清華大学化学工程部 清華大学法学博士       | 党総書記 国家主席 党中央軍事委員会主席                                                    | 中央候補委員 | 中央委員     | 政治局常務委員 | 政治局常務委員 |
| 李克強 | 1955年7月  | 北京大学経済学博士                        | 国務院総理                                                                                | 中央委員     | 中央委員     | 政治局常務委員 | 政治局常務委員 |
| 張徳江 | 1946年11月 | 延辺大学朝鮮語専攻 金日成総合大学経済学部 | 全国人民代表大会常務委員長                                                                | 中央委員     | 政治局委員   | 政治局委員     | 政治局常務委員 |
| 兪正声 | 1945年4月  | ハルビン軍事工程学院                      | 全国政治協商会議主席                                                                      | 中央委員     | 政治局委員   | 政治局委員     | 政治局常務委員 |
| 劉雲山 | 1947年7月  | 内蒙古自治区集寧師範学校                  | 党中央書記処常務書記                                                                      | 中央委員     | 政治局委員   | 政治局委員     | 政治局常務委員 |
| 王岐山 | 1948年7月  | 西北大学                                  | 党中央規律検査委員会書記                                                                  | 中央候補委員 | 中央委員     | 政治局委員     | 政治局常務委員 |
| 張高麗 | 1946年11月 | アモイ大学                                | 国務院常務副総理                                                                          | 中央候補委員 | 中央委員     | 政治局委員     | 政治局常務委員 |
| 馬凱   | 1946年6月  | 中国人民大学経済学修士                    | 国務院副総理                                                                              |              | 中央委員     | 中央委員       | 政治局委員     |
| 王滬寧 | 1955年10月 | 復旦大学法学修士                          | 党中央政策研究室主任                                                                      |              | 中央委員     | 中央委員       | 政治局委員     |
| 劉延東 | 1945年11月 | 吉林大学法学博士                          | 国務院副総理                                                                              | 中央候補委員 | 中央委員     | 政治局委員     | 政治局委員     |
| 劉奇葆 | 1953年1月  | 吉林大学経済学修士                        | 党中央書記処書記 党中央宣伝部長                                                           |              | 中央候補委員 | 中央委員       | 政治局委員     |
| 許其亮 | 1950年3月  | 第五航空学校 中国人民解放軍国防大学       | 党中央軍事委員会副主席                                                                    | 中央候補委員 | 中央委員     | 中央委員       | 政治局委員     |
| 孫春蘭 | 1950年5月  | 鞍山市工業技術学校                        | 天津市党委書記 →党中央統一戦線工作部長                                                    |              | 中央候補委員 | 中央委員       | 政治局委員     |
| 孫政才 | 1963年9月  | 中国農業大学農学博士                      | 重慶市党委書記                                                                            |              |              | 中央委員       | 政治局委員     |
| 李建国 | 1946年4月  | 山東大学                                  | 全人代常務副委員長 中華全国総工会主席                                                     | 中央委員     | 中央委員     | 中央委員       | 政治局委員     |
| 李源潮 | 1950年11月 | 北京大学経済工学修士                      | 国家副主席                                                                                |              | 中央候補委員 | 政治局委員     | 政治局委員     |
| 汪洋   | 1955年3月  | 中国科学技術大学工学修士                  | 国務院副総理                                                                              |              | 中央候補委員 | 政治局委員     | 政治局委員     |
| 張春賢 | 1953年5月  | ハルビン工業大学管理学修士                | 新疆ウイグル自治区党委書記（2016年8月離任） 新疆生産建設兵団第一政治委員（2016年8月離任） |              | 中央委員     | 中央委員       | 政治局委員     |
| 范長龍 | 1947年5月  | 人民解放軍軍事学院                        | 党中央軍事委員会副主席                                                                    |              | 中央候補委員 | 中央委員       | 政治局委員     |
| 孟建柱 | 1947年7月  | 上海機械学院工学修士                      | 党中央政法委員会書記                                                                      | 中央候補委員 | 中央委員     | 中央委員       | 政治局委員     |
| 趙楽際 | 1957年3月  | 北京大学                                  | 党中央書記処書記 党中央組織部長                                                           |              | 中央委員     | 中央委員       | 政治局委員     |
| 胡春華 | 1963年4月  | 北京大学                                  | 広東省党委書記                                                                            |              |              | 中央委員       | 政治局委員     |
| 栗戦書 | 1950年8月  | ハルビン工業大学経営学修士                | 党中央書記処書記 党中央弁公庁主任                                                         |              | 中央候補委員 | 中央候補委員   | 政治局委員     |
| 郭金竜 | 1947年7月  | 南京大学                                  | 北京市党委書記                                                                            | 中央候補委員 | 中央委員     | 中央委員       | 政治局委員     |
| 韓正   | 1954年4月  | 華東師範大学経済学修士                    | 上海市党委書記 上海市長（2012年12月離任）                                                 |              | 中央委員     | 中央委員       | 政治局委員     |

## 第17期政治局委員
胡錦濤直系である中国共産主義青年団（共青団）出身者の李克強が常務委員に、李源潮が政治局委員に就任したが、同時に引退した曽慶紅を頂点に形成されると見られる「太子党」の習近平が李克強より序列が上の常務委員に就任し、中央書記処常務書記、国家副主席など江沢民時代の胡錦濤と全く同じ職務を与えられた。この他にも2人が政治局入りしている。
| 氏名   | 生年       | 学歴                                      | 職務                                                    | 14期           | 15期           | 16期           | 17期           |
| ------ | ---------- | ----------------------------------------- | ------------------------------------------------------- | -------------- | -------------- | -------------- | -------------- |
| 胡錦濤 | 1942年12月 | 清華大学                                  | 党総書記 国家主席 党中央軍事委員会主席                  | 政治局常務委員 | 政治局常務委員 | 政治局常務委員 | 政治局常務委員 |
| 呉邦国 | 1941年7月  | 清華大学                                  | 全国人民代表大会常務委員長                              | 政治局委員     | 政治局委員     | 政治局常務委員 | 政治局常務委員 |
| 温家宝 | 1942年9月  | 北京地質学院地質構造学部修士              | 国務院総理                                              | 中央委員       | 政治局委員     | 政治局常務委員 | 政治局常務委員 |
| 賈慶林 | 1940年3月  | 河北工学院                                | 全国政治協商会議主席                                    | 中央委員       | 政治局委員     | 政治局常務委員 | 政治局常務委員 |
| 李長春 | 1944年2月  | ハルビン大学                              | 中央精神文明建設委員会主任                              | 中央委員       | 政治局委員     | 政治局常務委員 | 政治局常務委員 |
| 習近平 | 1953年6月  | 清華大学                                  | 国家副主席 中央書記処常務書記                           |                | 中央候補委員   | 中央委員       | 政治局常務委員 |
| 李克強 | 1955年7月  | 北京大学経済学博士                        | 国務院常務副総理                                        |                | 中央委員       | 中央委員       | 政治局常務委員 |
| 賀国強 | 1943年10月 | 北京化学工業学院                          | 中央規律検査委員会書記                                  | 中央候補委員   | 中央委員       | 政治局委員     | 政治局常務委員 |
| 周永康 | 1942年12月 | 北京石油学院                              | 中央政法委員会書記                                      | 中央候補委員   | 中央委員       | 政治局委員     | 政治局常務委員 |
| 郭伯雄 | 1942年7月  | 中国人民解放軍軍事学院                    | 党中央軍事委員会副主席                                  |                | 中央委員       | 政治局委員     | 政治局委員     |
| 徐才厚 | 1943年6月  | ハルビン軍事工程学院                      | 党中央軍事委員会副主席                                  |                | 中央委員       | 中央委員       | 政治局委員     |
| 李源潮 | 1950年11月 | 復旦大学                                  | 中央書記処書記 党中央組織部長                           |                |                | 中央候補委員   | 政治局委員     |
| 回良玉 | 1944年10月 | 吉林省委党校大専                          | 国務院副総理                                            | 中央候補委員   | 中央委員       | 政治局委員     | 政治局委員     |
| 張徳江 | 1946年11月 | 延辺大学朝鮮語専攻 金日成総合大学経済学部 | 国務院副総理                                            | 中央委員       | 中央委員       | 政治局委員     | 政治局委員     |
| 王岐山 | 1948年7月  | 西北大学                                  | 国務院副総理                                            |                | 中央候補委員   | 中央委員       | 政治局委員     |
| 劉雲山 | 1947年7月  | 内蒙古自治区集寧師範学校                  | 中央書記処書記 党中央宣伝部長                           | 中央候補委員   | 中央委員       | 政治局委員     | 政治局委員     |
| 劉延東 | 1945年11月 | 吉林大学法学博士                          | 国務委員                                                |                | 中央候補委員   | 中央委員       | 政治局委員     |
| 王兆国 | 1941年7月  | ハルビン工業大学                          | 全人代常務副委員長 中華全国総工会主席                   | 中央委員       | 中央委員       | 政治局委員     | 政治局委員     |
| 王剛   | 1942年10月 | 吉林大学                                  | 全国政治協商会議常務副主席                              |                | 中央候補委員   | 政治局候補委員 | 政治局委員     |
| 兪正声 | 1945年4月  | ハルビン軍事工程学院                      | 上海市党委書記                                          | 中央委員       | 中央委員       | 政治局委員     | 政治局委員     |
| 王楽泉 | 1944年12月 | 中央党校修士                              | 新疆ウイグル自治区党委書記 新疆生産建設兵団第一政治委員 | 中央候補委員   | 中央委員       | 政治局委員     | 政治局委員     |
| 劉淇   | 1942年11月 | 北京科技大学冶金学部修士                  | 北京市党委書記                                          | 中央候補委員   | 中央委員       | 政治局委員     | 政治局委員     |
| 汪洋   | 1955年7月  | 中共科学技術大学工学修士                  | 広東省党委書記                                          |                |                | 中央候補委員   | 政治局委員     |
| 張高麗 | 1946年11月 | アモイ大学                                | 天津市党委書記                                          |                | 中央候補委員   | 中央委員       | 政治局委員     |
| 薄熙来 | 1949年7月  | 中国社会科学院                            | 重慶市党委書記                                          |                | 中央委員       | 中央委員       | 政治局委員     |

## 第16期政治局委員
| 氏名   | 生年       | 学歴                                      | 職務                                                | 13期         | 14期           | 15期           | 16期           |
| ------ | ---------- | ----------------------------------------- | --------------------------------------------------- | ------------ | -------------- | -------------- | -------------- |
| 胡錦濤 | 1942年12月 | 清華大学水利工程部                        | 党総書記 国家主席 党中央軍事委員会主席              | 中央委員     | 政治局常務委員 | 政治局常務委員 | 政治局常務委員 |
| 呉邦国 | 1941年7月  | 清華大学無線電子学部                      | 全国人民代表大会常務委員長                          | 中央候補委員 | 政治局委員     | 政治局委員     | 政治局常務委員 |
| 温家宝 | 1942年9月  | 北京地質学院地質構造学部修士              | 国務院総理                                          | 中央候補委員 | 中央委員       | 政治局委員     | 政治局常務委員 |
| 賈慶林 | 1940年3月  | 河北工学院電器設計製造学部                | 全国政治協商会議主席                                |              | 中央委員       | 政治局委員     | 政治局常務委員 |
| 曽慶紅 | 1939年7月  | 北京工業学院自動制御学科                  | 国家副主席 中央書記処常務書記 党中央党校校長        |              |                | 政治局候補委員 | 政治局常務委員 |
| 黄菊   | 1938年9月  | 清華大学電機工程学部                      | 国務院常務副総理                                    | 中央候補委員 | 政治局委員     | 政治局委員     | 政治局常務委員 |
| 呉官正 | 1938年8月  | 清華大学動力学部修士                      | 党中央規律検査委員会書記                            | 中央委員     | 中央委員       | 政治局委員     | 政治局常務委員 |
| 李長春 | 1944年2月  | ハルビン大学電機学部                      |                                                     | 中央委員     | 中央委員       | 政治局委員     | 政治局常務委員 |
| 羅幹   | 1935年7月  | 旧東独フレイブルク大学                    | 党中央政治法律委員会書記                            | 中央委員     | 中央委員       | 政治局委員     | 政治局常務委員 |
| 郭伯雄 | 1942年7月  | 中国解放軍軍事学院                        | 党中央軍事委員会副主席                              |              |                | 中央委員       | 政治局委員     |
| 曹剛川 | 1935年12月 | 旧ソ連砲兵軍事工程学院                    | 党中央軍事委員会副主席 国務委員 国防部長            |              |                | 中央委員       | 政治局委員     |
| 呉儀   | 1938年11月 | 北京石油学院石油精製学科                  | 国務院副総理                                        | 中央候補委員 | 中央委員       | 政治局候補委員 | 政治局委員     |
| 曾培炎 | 1938年12月 | 清華大無線電子学科                        | 国務院副総理                                        |              | 中央候補委員   | 中央委員       | 政治局委員     |
| 回良玉 | 1944年10月 | 吉林省委党校大専                          | 国務院副総理                                        |              | 中央候補委員   | 中央委員       | 政治局委員     |
| 賀国強 | 1943年10月 | 北京化工学院大学院                        | 中央書記処書記 党中央組織部長                       | 中央候補委員 | 中央候補委員   | 中央委員       | 政治局委員     |
| 兪正声 | 1945年4月  | ハルビン軍事工程学院                      | 湖北省党委書記                                      | 中央候補委員 | 中央委員       | 中央委員       | 政治局委員     |
| 周永康 | 1942年12月 | 北京石油学院地球物理調査学部              | 中央書記処書記 国務委員 公安部長                    |              | 中央候補委員   | 中央委員       | 政治局委員     |
| 陳良宇 | 1946年10月 | 解放軍後務工程学院建築学部                | 上海市党委書記                                      |              |                | 中央候補委員   | 政治局委員     |
| 王楽泉 | 1944年12月 | 中央党校修士                              | 新疆ウイグル自治区党委書記 新疆生産建設兵団第一政委 |              | 中央候補委員   | 中央委員       | 政治局委員     |
| 王兆国 | 1941年7月  | ハルビン工業大学動力機械学部              | 全人代常務副委員長 中華全国総工会主席               | 中央委員     | 中央委員       | 中央委員       | 政治局委員     |
| 劉淇   | 1942年11月 | 北京科技大学冶金学部修士                  | 北京市党委書記                                      |              | 中央候補委員   | 中央委員       | 政治局委員     |
| 劉雲山 | 1947年7月  | 中央党校                                  | 中央書記処書記 党中央宣伝部長                       |              | 中央候補委員   | 中央委員       | 政治局委員     |
| 張立昌 | 1939年7月  | 北京経済通信教育大学 経済管理大専         | 天津市党委書記                                      | 中央候補委員 | 中央候補委員   | 中央委員       | 政治局委員     |
| 張徳江 | 1946年11月 | 延辺大学朝鮮語専攻 金日成総合大学経済学部 | 広東省党委書記                                      |              | 中央候補委員   | 中央委員       | 政治局委員     |
| 王剛   | 1942年10月 | 吉林大学哲学部                            | 中央書記処書記 党中央弁公庁主任                     |              |                | 中央候補委員   | 政治局候補委員 |

黄菊は第14期4中全会で政治局委員に昇格。